# Kupa (přítok Lėvuo)
Kupa je řeka 3. řádu na severovýchodě Litvy, v okrese Kupiškis (který dostal jméno podle této řeky), levý přítok řeky Lėvuo, do které se vlévá 2 km západojihozápadně od okresního města Kupiškis, 107,2 km od jejího ústí do Mūši. Pramení v lese Vaduvų miškas, východně od vsi Obonys, 19 km na východ od okresního města Kupiškis, nedaleko západně od řeky Aluotis na vrcholu stráně jejího říčního údolí. Teče zpočátku směrem severozápadním, od obce Tatkonys se odklání mírně k západu, od jihu míjí obec Naiviai, křižuje silnici č. 122 Kupiškis - Rokiškis, vzápětí i železniční trať, spojující tatáž města. Míjí od jihu obec Mirabelis, kde jsou zbythy opevnění Mirabelského dvora. Dále pokračuje paralelně se železnicí, která se od řeky poněkud vzdaluje až ve městě Kupiškis, které řeka protíná jeho středem ve směru východo-západním a za jeho západním okrajem se ostře stáčí k severu a vzápětí ústí do řeky Lėvuo. Přes řeku vede 8 mostů, z nichž 5 je pro pěší. Část řeky při jejím ústí spadá do rezervace Lėvens kraštovaizdžio draustinis. Šířka koryta je 5 – 8 m, hloubka je v průměru 0,3 – 0,8 m, místy až 3 m. Průměrný spád je 1,25 m/km, rychlost toku je 0,1 – 0,2 m/s.

## Přítoky
- Levé:

| Hydrologické pořadí | Řeka                     | Délka (km) | Povodí (km²) | Vzdálenost od ústí (km) | Ústí kde           | Koordináty ústí                  |
| ------------------- | ------------------------ | ---------- | ------------ | ----------------------- | ------------------ | -------------------------------- |
| 41010888            | Juodupė                  | 9,0        | 23,9         | 20,7                    | Šileikiai/Mičiūnai | 55°49′8″ s. š., 25°13′27″ v. d.  |
| 41010891            | K - 9                    | 4,4        | 4,6          | 19,7                    | Mičiūnai           | 55°49′29″ s. š., 25°12′40″ v. d. |
| 41010894            | K - 7                    | 2,4        | 2,4          | 16,2                    | Puponys I          | 55°50′27″ s. š., 25°9′51″ v. d.  |
| 41010896            | Serbentupis              | 2,7        | 2,0          | 11,9                    | Duoniūnai          | 55°50′37″ s. š., 25°6′15″ v. d.  |
| 41010899            | Skodinys                 | 12,8       | 64,4         | 7,9                     | Kupiškis           | 55°50′18″ s. š., 25°2′35″ v. d.  |
| 41010915            | K - 5                    | 4,2        | 6,1          | 7,1                     | Kupiškis           | 55°50′7″ s. š., 25°1′57″ v. d.   |
|                     | Račiupis neboli Račiupys | 7,6        |              | 3,7                     | Kupiškis           | 55°49′55″ s. š., 24°57′3″ v. d.  |
| 41010917            | K - 3                    | 4,7        | 4,4          | 2,9                     | Kupiškis           | 55°50′9″ s. š., 24°57′59″ v. d.  |
| 41010918            | Velniauskupis            | 4,0        | 3,8          | 2,3                     | Kupiškis           | 55°49′55″ s. š., 24°57′3″ v. d.  |

- Pravé:

| Hydrologické pořadí | Řeka         | Délka (km) | Povodí (km²) | Vzdálenost od ústí (km) | Ústí kde  | Koordináty ústí                  |
| ------------------- | ------------ | ---------- | ------------ | ----------------------- | --------- | -------------------------------- |
| 41010892            | K - 8        | 3,6        | 6,0          | 18,9                    | Tatkonys  | 55°50′17″ s. š., 25°11′14″ v. d. |
| 41010893            | K - 6        | 4,8        | 7,1          | 17,2                    | Tatkonys  | 55°50′19″ s. š., 25°10′54″ v. d. |
| 41010895            | K - 4        | 2,3        | 1,3          | 12,0                    | Duoniūnai | 55°50′36″ s. š., 25°6′20″ v. d.  |
| 41010897            | Upelis       | 2,4        | 6,2          | 10,5                    | Kuosėnai  | 55°50′46″ s. š., 25°4′58″ v. d.  |
| 41010898            | Dievo upelis | 2,5        | 2,9          | 9,0                     | Mirabelis | 55°50′31″ s. š., 25°3′34″ v. d.  |
| 41010916            | K - 2        | 3,0        | 3,0          | 6,6                     | Kupiškis  | 55°50′16″ s. š., 25°1′32″ v. d.  |

a mnoho dalších bezejmenných levých i pravých přítoků; další z nich nebo z výše písmenem K a číslem označených toků se jmenují Čiviškis a Vaga.